# Сожжение посольства Испании в Гватемале
Сожжение посольства Испании в Гватемале (также известное как бойня, резня или пожар в испанском посольстве — исп. Matanza en la embajada española en Guatemala) — события в испанском посольстве в одноимённой столице Гватемалы, 31 января 1980 года, закончившиеся массовым убийством по вине действий гватемальских силовиков. Начались как мирное занятие посольства протестующими гватемальцами, преимущественно коренными крестьянами из Комитета крестьянского единства, а также их союзниками из числа рабочих и студентов. За этим последовал полицейский рейд, который привёл к пожару, уничтожившему здание посольства и унёсшему жизни 37 человек (выжили только двое находившихся в здании: сам посол и один демонстрант, на следующий день ставший жертвой полицейской расправы). Командир полицейского спецназа отдал приказ не позволить никому покинуть горящее здание живым. Этот инцидент был назван «определяющим событием» гражданской войны в Гватемале. В результате случившегося Испания на 4 года разорвала дипломатические отношения с Гватемалой.

## История

### Контекст
В январе 1980 года группа крестьян из коренных народов киче и иксиль собралась для марша в город Гватемала. Они были недовольны вопиющими условиями труда, вытеснениями крестьян с их земель корпорациями и латифундистами, а также репрессиями против гражданского населения. Указывалось, что тогдашний авторитарный президент генерал Фернандо Ромео Лукас Гарсиа, по совместительству один из крупнейших землевладельцев страны, имел серьёзные экономические интересы на месте обитания этих крестьян в Северной поперечной полосе, поскольку владел там наделами и был партнёром компании Shenandoah Oil, которая в то время занималась разведкой нефти в Искане.
Непосредственной причиной протеста стали похищения и убийства гватемальской армией сельских жителей в Успантане (департамент Эль-Киче). Крестьяне были организованы крупнейшей организацией сельскохозяйственных трудящихся Комитет крестьянского единства (Comité de Unidad Campesina) и радикальным молодёжным Революционным студенческим фронтом Робина Гарсиа, связанным с Партизанской армией бедняков (Ejército Guerrillero de los Pobres). Однако протестующим было отказано в слушании в Конгрессе Республики, а их юрисконсульт вообще был убит. Пытаясь донести свои требования, 28 января они ненадолго захватили две радиостанции. Наконец, они решили привлечь внимание европейских стран к своим проблемам: плохим условиям труда в департаменте Киче и преступлениям, совершённым армией в ходе войны с партизанами во время правления Фернандо Ромео Лукаса Гарсии.

### События 31 января
В 11:05 утра 31 января 1980 года крестьяне, к которым присоединились рабочие и студенты, вошли в посольство Испании в Гватемале. Протестующие заявили, что пришли к посольству мирно и проведут в полдень пресс-конференцию, на которой изложат свои претензии к правительству Гватемалы (хотя полиция затем оправдывала свои действия, заявляя, некоторые из демонстрантов были вооружены мачете, пистолетами и бутылками с зажигательной смесью). Они помнили, что в 1978 году похожая оккупация швейцарского посольства фабричными рабочими в ходе трудового конфликта закончилась мирным разрешением.
Протестующие решили войти именно в посольство Испании, поскольку считалось, что эта страна сочувствует коренным народам Гватемалы, особенно после обвинений в адрес гватемальской армии и эскадронов смерти в убийстве испанских священников в местах проживания коренных народов. Испанский посол Максимо Кахаль-и-Лопес даже посещал накануне индейские регионы Иксиль и Киче. В момент входа группы протестующих посол Испании проводил встречу с бывшим вице-президентом Гватемалы и членом Гватемальского института латиноамериканской культуры Эдуардо Касересом Ленхоффом, бывшим министром иностранных дел и экс-президентом этого же института Адольфо Молиной Орантесом и адвокатом Марио Агирре Годой.
Посол Испании встретился с протестующими, вручившими ему письмо, в котором, в частности, говорилось: «Мы… обращаемся к вам, потому что знаем, что вы честные люди, которые расскажут правду об уголовных репрессиях, которым подвергаются крестьяне Гватемалы». Посол Максимо Кахаль Лопес объявил гватемальскому правительству, что крестьяне надеются на мирные переговоры.
Однако президент Фернандо Ромео Лукас Гарсия не был настроен на диалог. Он и правительственные чиновники, в том числе директор Национальной полиции Гватемалы Херман Чупина Бараона и министр внутренних дел Дональдо Альварес Руис, полиция немедленно провели совещание в Национальном дворце. Несмотря на призывы посла Испании к переговорам, было принято решение силой выбить протестующих из посольства (без каких-либо предварительных консультаций с испанской стороной и даже без её уведомления). Незадолго до полудня, прежде чем протестующие смогли выразить своё недовольство, около 300 вооружённых силовиков окружили здание и отключили электричество, воду и телефонные линии. Полицейский спецназ приступил к занятию первого и третьего этажей здания, несмотря на протесты посла, что этим они нарушают международное право. Когда силовики вошли в здание и начали стрелять в протестующих, те забаррикадировались вместе с пленными сотрудниками посольства и гватемальскими чиновниками в кабинете посла на втором этаже.
Был отдан приказ атаковать канцелярию посла. Полиция взломала дверь офиса и внесла в помещение вещество — скорее всего, белый фосфор, который вместе с коктейлями Молотова и привёл к возгоранию. На телевизионных кадрах видно, как агенты сил безопасности Гватемалы бросают в горящую комнату пакет, возможно, с зажигательной смесью. Испанская пресса также публиковала фотографии полицейского с огнемётом в дополнение к свидетельским показаниям и экспертным заключениям, подтверждающим, что несколько жертв были застрелены. Даже по словам очевидца Одетты Арсу, сотрудника Красного Креста Гватемалы, большинство жертв были сожжены только по пояс. Защитники официальной версии (а также антрополог Дэвид Столл) же настаивали, что воспламенение началось исключительно из-за коктейлей Молотова. То, как именно начался пожар и кто несёт за него ответственность, стало предметом ожесточённых споров.
Однако несомненным фактом было то, что когда пожар вспыхнул и охватил второй этаж, полиция не позволила волонтёрам и пожарным войти в здание, чтобы начать тушение и спасти тех, кто оказался в ловушке. В итоге, демонстранты и пленные сотрудники посольства сгорели заживо. Всего в огне погибли 37 человек, в том числе бывший вице-президент Эдуардо Касерес, консул Испании Хайме Руис дель Арболь и активист Висенте Менчу, отец будущей лауреатки Нобелевской премии мира Ригоберты Менчу, а также протестующие и сотрудники посольства Испании.

### Последующие расправы
Непосредственно после пожара уцелели только двое из находившихся в здании: сам посол Испании и один протестующий (иногда насчитывают троих, называя также адвоката Марио Агирре Годоя). Посол Кахаль-и-Лопес выжил, выпрыгнув из окна. Единственный выживший под обугленными трупами своих товарищей демонстрант Грегорио Юха Ксона получил ожоги третьей степени. Оба были доставлены в больницу больницу Эррера Льеранди для лечения.
1 февраля в 7:30 утра полицейский охранник из больницы был отозван. Вскоре после этого группа из двадцати вооружённых людей в масках и банданах, которые, по общему мнению, были сотрудниками полиции в штатском, вошла в больницу и похитила Грегорио Юху Ксону. Его увезли в неизвестное место, пытали и застрелили. Его изуродованный труп был брошено на территории кампуса перед ректоратом Университета Сан-Карлос. На шее у него висела табличка с надписью «Привлечён к ответственности за терроризм» и угрозой в адрес диппредставителя Испании «Кахаль, коммунист, ты следующий».
Посол срочно эвакуировался из больницы с помощью других членов дипломатического корпуса и попросил убежища в резиденции посла США, но и по тому зданию была выпущена пуля. В конце концов Кахаль при содействии дипломатического персонала оперативно покинул Гватемалу. Как только испанский посол покинул воздушное пространство страны пребывния, 2 февраля 1980 года Испания разорвала дипломатические отношения с Гватемалой из-за инцидента в посольстве и угроз в адрес дипломатов. Представителям диктатуры Лукаса Гарсии незамедлительно предписывалось покинуть территорию Испании.
В день похорон жертв были также убиты двое студентов, Густаво Адольфо Эрнандес и Хесус Испания. Вскоре более чем полусотней выстрелов был застрелен Роберто Мертинс Муруа, профессор Университета Рафаэля Ландивара и директор Гватемальского института латиноамериканской культуры (будущий Культурный центр Испании в Гватемале, CCE/G). После трагедии в посольстве он выступал с резкими заявлениями по испанскому телевидению: «Правительство Гватемалы находится в ситуации, из которой нет выхода, ужесточает репрессии и подавляет жалобы от Amnesty International и Организации американских государств».

### Последствия
Правительство Гватемалы выступило с заявлением, в котором утверждалось, что его силы якобы вошли в посольство по просьбе испанского посла и что оккупировавшие посольство, которых они называли «террористами», «принесли в жертву заложников, а затем сожгли себя». Посол Кахаль опроверг эти инсинуации гватемальских властей, а Испания, разрывая дипломатические отношения с Гватемалой, назвала действия силовиков нарушением «самых элементарных норм международного права».
На похороны жертв пришли сотни людей, и в ознаменование этой даты был сформирован новый партизанский отряд — Народный фронт 31 января (Frente patriótico 31 de enero).
Отношения между Испанией и Гватемалой не были нормализованы вплоть до 22 сентября 1984 года, когда страны восстановили дипломатические отношения при испанском социалистическом правительстве Фелипе Гонсалеса Маркеса. Ригоберта Менчу выдвинула обвинения в пытках, геноциде, незаконном задержании и государственной поддержке терроризма, бывшему президенту Риосу Монтту и четырём другим гватемальским генералам в отставке. В 1999 году она подала уголовное дело в Испании, обвинив в ответственности за инцидент в посольстве бывших правительственных чиновников, в том числе экс-президентов Ромео Лукаса Гарсию, Эфраина Риоса Монтта и Оскара Умберто Мехию Виктореса. Конституционный суд Испании постановил в 2005 году, что испанские суды могут судить обвиняемых в преступлениях против человечества, даже если жертвы не были испанцами по происхождению. Затем испанский судья выдал ордер на арест, возложив ответственность за инцидент на бывшего министра внутренних дел Гватемалы Дональдо Альвареса (которого в последний раз видели в бегах в Мексике).
30 января 2009 года накануне 29-й годовщины инцидента, правительство Гватемалы подало 3350 уголовных жалоб о нарушениях прав человека в отношении бывших военнослужащих и членов военизированных формирований (парамилитарес).
20 января 2015 года бывший начальник полиции спецназа Педро Гарсиа Арредондо был приговорён к 40 годам тюремного заключения за убийство и преступления против человечности, а также за приказ никому не позволять выходить из горящего здания живым. Его также приговорили к 50 дополнительным годам заключения за убийство двух студентов на похоронах жертв пожара в посольстве. До этого приговора Арредондо, который позже стал начальником ныне реорганизованной Национальной полиции (Policía Nacional, PN), уже отбывал 70-летний тюремный срок после того, как в 2012 году был признан виновным в заказе насильственного исчезновения студента-агронома Эдгара Энрике Саенса Калито во время длительного внутреннего вооружённого конфликта в Гватемале.
Имена погибших при сожжении испанского посольства увековечены на главной площади Гватемалы вместе с другими жертвами гражданской войны в стране.